# Купатадзе, Константин
Константин Купатадзе (груз. კონსტანტინე კუპატაძე; род. 28 апреля 1983, Болниси) — грузинский боксёр, представитель лёгкой и полулёгкой весовых категорий. Выступал за сборную Грузии по боксу на всём протяжении 2000-х годов, дважды бронзовый призёр чемпионатов Европы, победитель и призёр турниров международного значения, участник летних Олимпийских игр в Афинах.

## Биография
Константин Купатадзе родился 28 апреля 1983 года в городе Тбилиси Грузинской ССР.
Дебютировал на международной арене в сезоне 2000 года, выступив на чемпионате мира среди юниоров в Будапеште. Год спустя отметился выступлением на европейском юниорском первенстве в Сараево.
Первого серьёзного успеха на взрослом международном уровне добился в 2002 году, когда вошёл в основной состав грузинской национальной сборной и побывал на чемпионате Европы в Перми, откуда привёз награду бронзового достоинства, выигранную в зачёте полулёгкой весовой категории — на стадии полуфиналов был остановлен россиянином Раимкулем Малахбековым. Также в этом сезоне одержал победу на Мемориале Умаханова в Махачкале, стал серебряным призёром международного турнира «Ахмет Джёмерт» в Стамбуле, боксировал на Кубке Анвара Чоудри в Баку.
В 2003 году получил бронзу на Кубке Чёрного моря в Судаке.
На европейском первенстве 2004 года в Пуле вновь завоевал серебряную медаль, уступив на сей раз представителю Франции Кедафи Джелькиру. Благодаря череде удачных выступлений удостоился права защищать честь страны на летних Олимпийских играх в Афинах, однако уже в первом своём поединке в категории до 57 кг со счётом 14:25 потерпел поражение от боксёра из КНДР Ким Сон Гука и таким образом сразу же выбыл из борьбы за медали.
После афинской Олимпиады Купатадзе остался в составе боксёрской команды Грузии и продолжил принимать участие в крупнейших международных соревнованиях. Так, в 2005 году он выступил на Кубке мира в Москве и на чемпионате мира в Мяньяне, где боксировал уже в лёгкой весовой категории.
В 2006 году добавил в послужной список бронзовую награду, полученную на Кубке Чоудри, проиграв в полуфинале турку Онуру Шипалу. Участвовал в международном турнире «Золотой пояс» в Константе, дошёл до четвертьфинала на чемпионате Европы в Пловдиве, уступив здесь представителю Белоруссии Вазгену Сафарянцу.
Из-за финансовых проблем рассматривал вариант со сменой спортивного гражданства, но в конечном счёте решил остаться в сборной Грузии.
Пытался пройти отбор на Олимпийские игры 2008 года в Пекине, но на европейской олимпийской квалификации в Пескаре выступил неудачно — уже на стадии 1/8 финала лёгкого веса был побеждён венгром Миклошом Варгой. Вскоре по окончании этого сезона принял решение завершить спортивную карьеру, уступив место в сборной молодым грузинским боксёрам.